# Молотков, Анатолий Александрович
Анатолий Александрович Молотков (29 сентября 1927, Москва, СССР — 12 октября 2008, там же, РФ) — советский хоккеист, нападающий и защитник.

## Биография
Родился 29 сентября 1927 года в Москве. В возрасте тринадцати лет был принят в состав детской команды при Мясокомбинате, где он играл в хоккей с мячом и футбол.
В 1945 году был принят в состав ХК «Динамо» (Москва), где играл вплоть до 1955 года, сначала в хоккей с мячом, а в 1949 году команда была перепрофилирована в хоккей с шайбой. В 1955 году был принят в состав ХК «Спартак» (Москва), где играл вплоть до 1956 года. В 1953 году стал обладателем кубка СССР, в 1954 году стал чемпионом СССР по хоккею с шайбой, а в 1955 году стал финалистом кубка СССР. Всего провёл 101 матч и забил 24 шайбы в ворота.
Отличался смелой решительностью во время игры, применял порою силовые единоборства, взаимодействовал с партнёрами по команде, а также точно выполнял броски в ворота.
После завершения спортивной карьеры, занялся слесарным делом на Подольском промышленном комбинате и работал там вплоть до ликвидации указанного комбината, с того момента и до момента смерти находился на пенсии.
Скончался 12 октября 2008 года в Москве.